# Ulrike Dederer
Ulrike Dederer (ur. 1969 w Stuttgarcie) – niemiecka lutniczka.

## Życiorys
W 1989 skończyła szkołę średnią i zaczęła naukę w Międzynarodowej Szkole Lutniczej w Cremonie, gdzie uczył ją Vincenzo Bissolotti i u którego pracowała od ostatniego roku nauki. W 1993 skończyła tę uczelnię i uzyskała uprawnienia czeladnicze w Mittenwaldzie. Do 1997 pracowała w atelier lutniczym Jecklin (Zurych), gdzie poznawała technikę naprawy skrzypiec i smyczków oraz renowacji lutniczej. W 1998 przeniosła się do Wiednia. Pracowała tam w pracowni Dietmara Macholda, gdzie pogłębiała znajomość renowacji instrumentów. W 2002 zdała egzamin mistrzowski (Innsbruck). W 2005 przeprowadziła się (wraz z rodziną) do Zurychu. Założyła tu własną pracownię. Od 2008 wytwarza instrumenty współczesne i w stylu historycznym (barokowym) w oparciu o doświadczenia lutników kremońskich (metodo classic cremonese). W 2016 była jurorką na XIII Międzynarodowym Konkursie Lutniczym im. Henryka Wieniawskiego w Poznaniu.

## Nagrody
Jest m.in.:
- finalistką Międzynarodowego Konkursu Lutniczego w Pradze (1993), zdobywczynią pierwszej nagrody za walory dźwiękowe instrumentu,
- laureatką III nagrody na XII Międzynarodowym Konkursie Lutniczym im. Henryka Wieniawskiego w Poznaniu (2011)[2][4],
- finalistką Konkursu im. Etienn'a Vatelota w Paryżu (2011),
- zdobywczynią I nagrody w kategorii altówki na XIII Concorso Triennale degli strumenti ad arco Antonio Stradivari w Cremonie (2012)[3][5].